# Schlichting-Werft

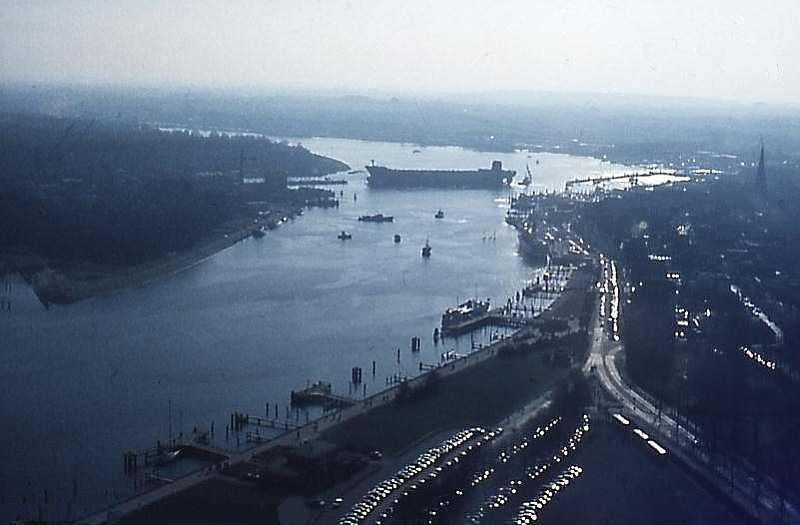
Stapellauf der Sterna im Oktober 1982, links hinten die Schlichting-Werft

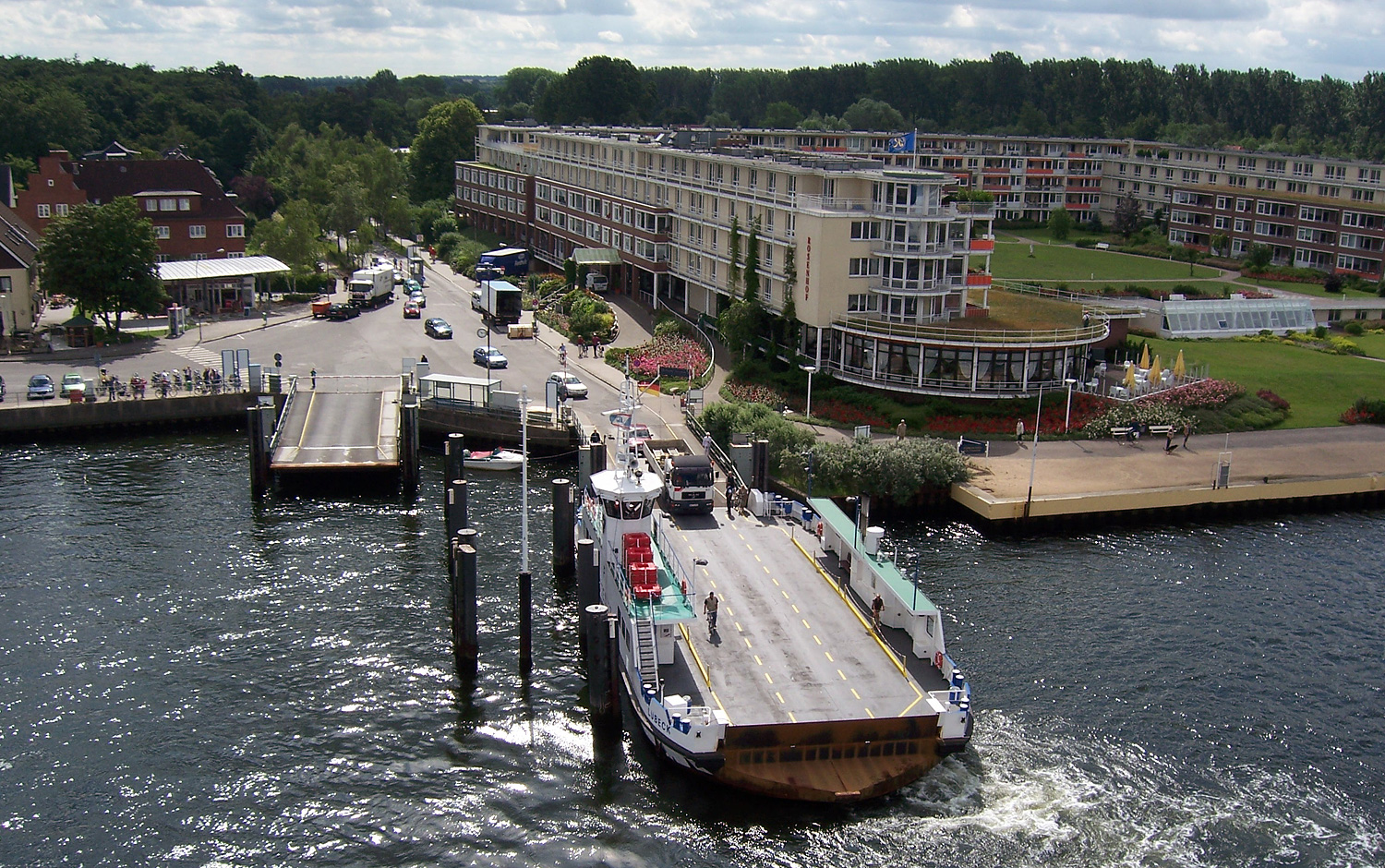
Rechts vom Fähranleger befand sich die Schlichting-Werft

Die Schlichting-Werft war eine Werft in Travemünde. Das Unternehmen begann 1898 an der Trave mit der Reparatur von Fischereischiffen. Dann folgte der Neubau von kleinen Schiffen, und später bildete diese Werft die Keimzelle der Harmstorf-Gruppe.

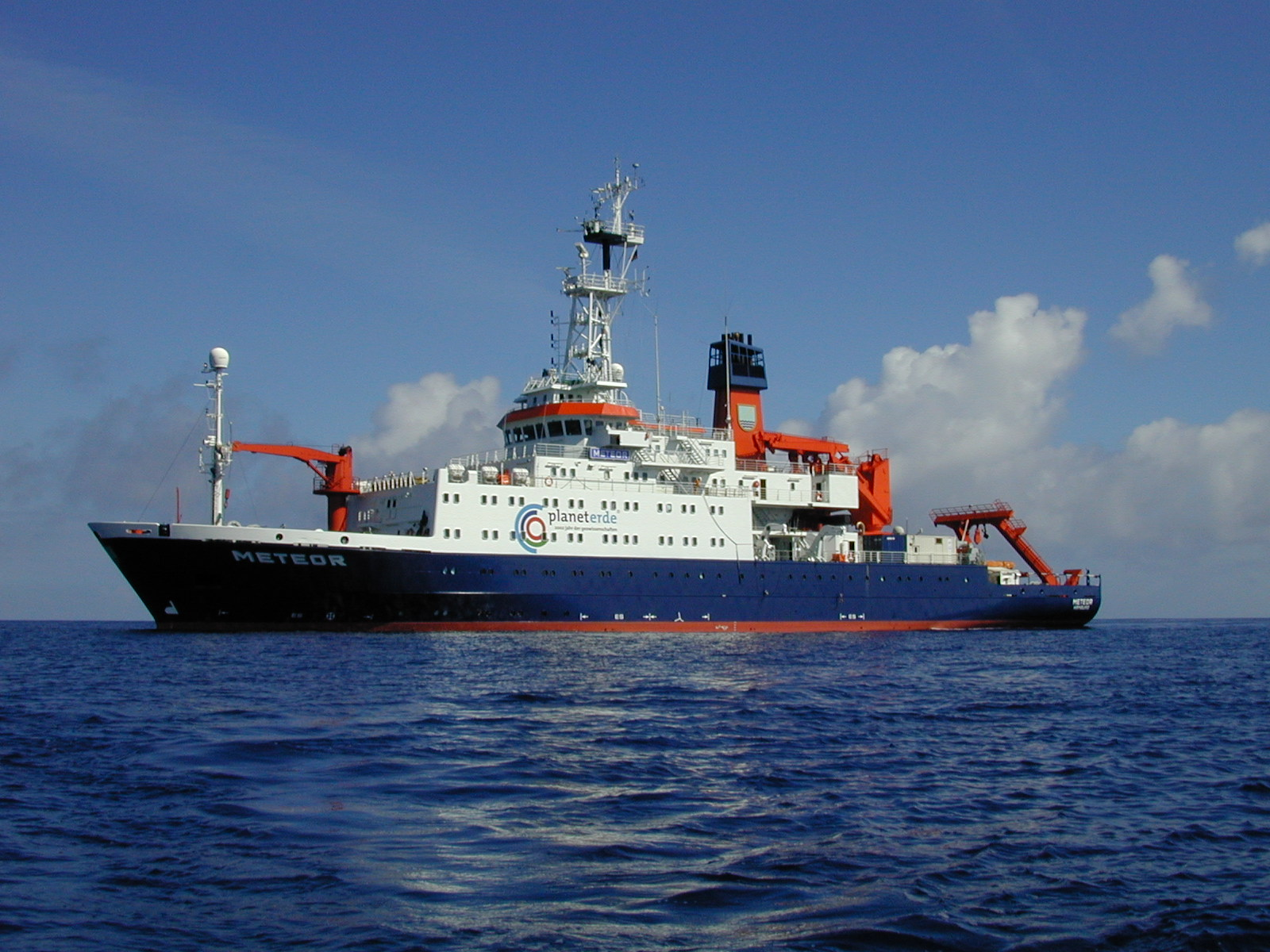
Forschungsschiff Meteor im Indischen Ozean

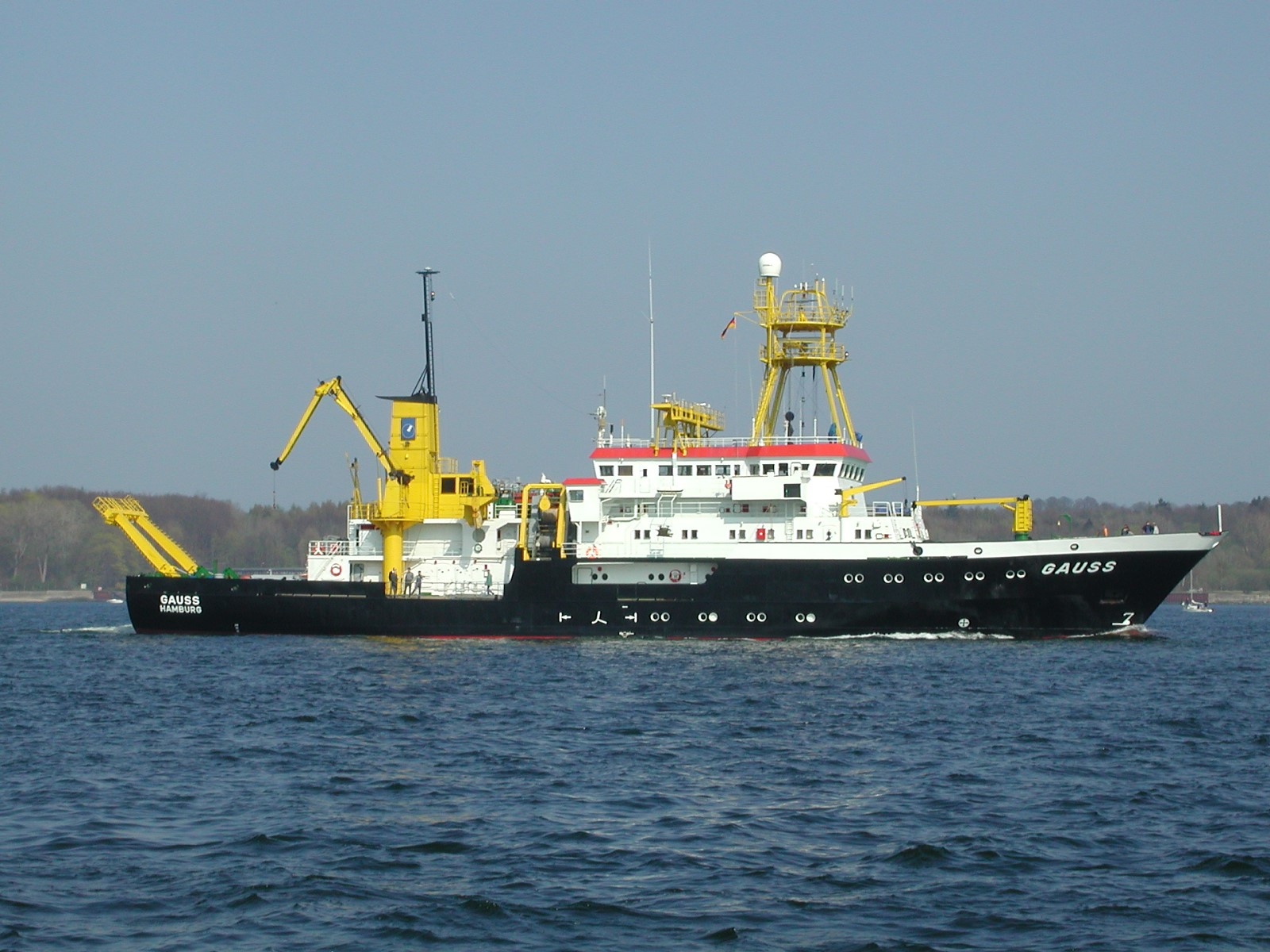
Forschungsschiff Gauss in der Kieler Förde

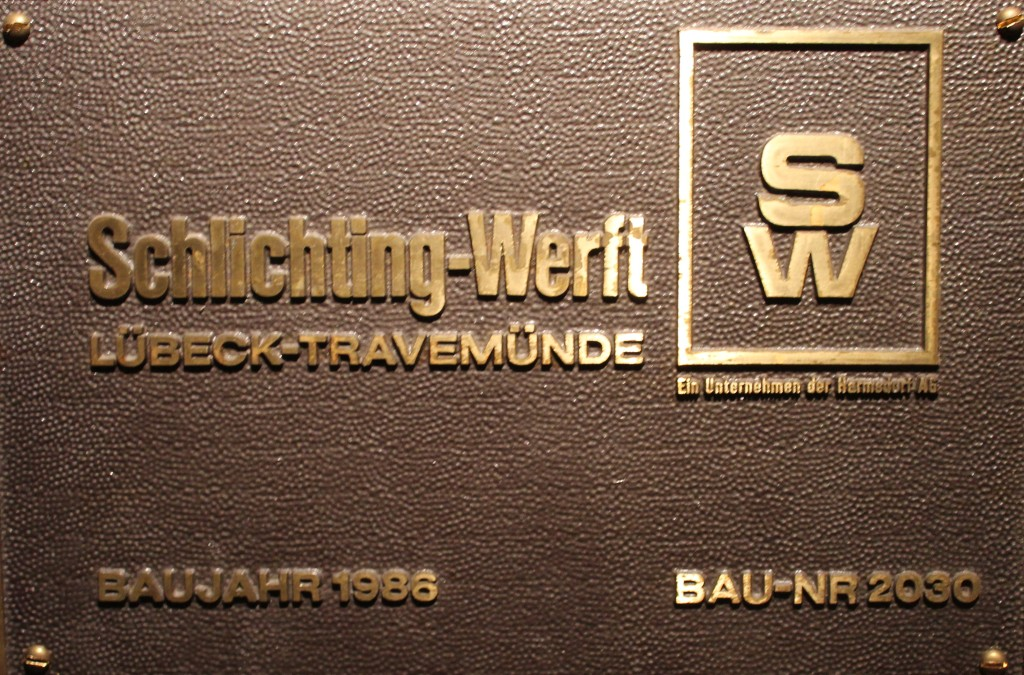
Neubauschild von Baunummer 2030

## Geschichte
Die Gründung des Betriebes erfolgte auf der Travemünder Seite der Trave. Aufgrund steigender Aufträge wurde der Betrieb 1905 auf die andere Seite, auf den Priwall, verlegt. Es wurden vorwiegend Fischereiboote und Segelboote gebaut und repariert. Der Übergang zum Stahlschiffbau wurde erschwert, da es in Travemünde Umweltauflagen gab, die besonders beim Lärmschutz seinerzeit nicht einzuhalten waren. Nach dem Zweiten Weltkrieg erfolgte dann die endgültige Umstellung. Die Schwierigkeiten mit dem ersten Stahlschiffsbau, dem Frachtschiff Antonia, führten nach finanziellen Problemen des Reeders zum Vergleich.
Die Schlichting-Werft wurde 1953 von Alnwick Harmstorf als erste Werft übernommen. Sie wurde modernisiert und galt bald als eine der leistungsfähigsten Werften Deutschlands. Von 1975 bis 1978 wurden rund 25 Mio. DM investiert. Das Werftgelände wuchs auf fast 140.000 Quadratmeter. Fast alle Schiffstypen, auch Kühlschiffe, Spezialtanker, Schwergutschiffe, Forschungsschiffe und Marineschiffe, wurden konstruiert und mit modernsten Mitteln gefertigt. Das moderne Baudock hatte die Abmessungen 160 × 26 Meter. Für Reparaturzwecke stand ein 1.000-t-Slip mit 60 Meter Länge zur Verfügung. Besonders anspruchsvolle Forschungs- und Fischereischutzboote (Gauss, Meteor und Walter Herwig) wurden gebaut bzw. umgebaut. Die Werft zählte 1980 rund 850 Beschäftigte und baute Schiffe bis 20.000 tdw. 

### Niedergang
Die erste Ölkrise 1973/74 ließ den Tankermarkt zusammenbrechen. Bald darauf traf der Frachtratenverfall auch die Massengutfrachter und die Stückgutschiffe. Schiffe wurden mangels Beschäftigung bzw. nicht kostendeckender Fracht- und Charterraten aufgelegt. 
Ein wirksames nationales Programm zur Schiffbauförderung war nicht vorhanden. Die Preise für Neubauten sanken, da die Überkapazitäten der Werften auf wenige Neubauaufträge der Reeder trafen. Die durch die Ölkrise verursachte Werftenkrise erreichte Anfang der 1980er Jahre auch die Harmstorf-Gruppe, und 1986 wurde die Schlichting-Werft geschlossen. Auf dem Gelände entstand ein Altersheim.

## Besondere Schiffsbauten der Werft
- Fischereischutzschiff Frithjof (1968, Auftraggeber: Bundesamt für Ernährung und Forstwirtschaft)
- Forschungsschiff Walther Herwig (1973; Bau-Nr. 1373, Auftraggeber: Bundesernährungsministerium)
- Hotelschiff Spree Berlin (1978; Bau-Nr. 1407, weitergereicht an Deutsche Industrie-Werke in Berlin-Spandau)
- Forschungsschiff Gauss (1980; Bau-Nr. 1417, Bundesamt für Seeschifffahrt und Hydrographie)
- Forschungsschiff Sagar Kanya (1983, Auftraggeber: Department of Ocean Development, Indien)
- Forschungsschiff Meteor (1986; Bau-Nr. 2030, Auftraggeber: Forschungsministerium)